# A Million in Prizes: The Anthology
A Million in Prizes: The Anthology je kompilační album amerického zpěváka Iggyho Popa složené ze dvou disků. Vydala jej v roce 2005 společnost Virgin Records. Název alba je vyňat z textu písně „Lust for Life“. Kromě dvou koncertních nahrávek z roku 1993 obsahuje pouze písně nahrané ve studiu. Ty původně vycházely na albech v letech 1969 až 2003.

## Seznam skladeb
| Disk 1 | Disk 1              | Disk 1                                               | Disk 1                                  | Disk 1 |
| Pořadí | Název               | Autor                                                | Původní album                           | Délka  |
| ------ | ------------------- | ---------------------------------------------------- | --------------------------------------- | ------ |
| 1.     | 1969                | Dave Alexander, Iggy Pop, Scott Asheton, Ron Asheton | The Stooges (1969)                      | 4:06   |
| 2.     | No Fun              | Alexander, Pop, Asheton, Asheton                     | The Stooges (1969)                      | 5:15   |
| 3.     | I Wanna Be Your Dog | Alexander, Pop, Asheton, Asheton                     | The Stooges (1969)                      | 3:09   |
| 4.     | Down on the Street  | Alexander, Pop, Asheton, Asheton                     | Fun House (1970)                        | 3:43   |
| 5.     | I Got a Right!      | Pop, James Williamson                                | singl (1977)                            | 3:22   |
| 6.     | Gimme Some Skin     | Pop, Williamson                                      | B-strana singlu „I Got a Right!“ (1977) | 2:44   |
| 7.     | I'm Sick of You     | Pop, Williamson                                      | I'm Sick of You (EP; 1977)              | 6:53   |
| 8.     | Search and Destroy  | Pop, Williamson                                      | Raw Power (1973)                        | 3:29   |
| 9.     | Gimme Danger        | Pop, Williamson                                      | Raw Power (1973)                        | 3:34   |
| 10.    | Raw Power           | Pop, Williamson                                      | Raw Power (1973)                        | 4:17   |
| 11.    | Kill City           | Pop, Williamson                                      | Kill City (1977)                        | 2:30   |
| 12.    | Nightclubbing       | Pop, David Bowie                                     | The Idiot (1977)                        | 4:16   |
| 13.    | Funtime             | Pop, Bowie                                           | The Idiot (1977)                        | 2:55   |
| 14.    | China Girl          | Pop, Bowie                                           | The Idiot (1977)                        | 5:10   |
| 15.    | Sister Midnight     | Pop, Bowie, Carlos Alomar                            | The Idiot (1977)                        | 4:21   |
| 16.    | Tonight             | Pop, Bowie                                           | Lust for Life (1977)                    | 3:39   |
| 17.    | Success             | Pop, Bowie, Ricky Gardiner                           | Lust for Life (1977)                    | 4:23   |
| 18.    | Lust for Life       | Pop, Bowie                                           | Lust for Life (1977)                    | 5:11   |
| 19.    | The Passenger       | Pop, Gardiner                                        | Lust for Life (1977)                    | 4:41   |

| Disk 2 | Disk 2                      | Disk 2                                      | Disk 2                            | Disk 2 |
| Pořadí | Název                       | Autor                                       | Původní album                     | Délka  |
| ------ | --------------------------- | ------------------------------------------- | --------------------------------- | ------ |
| 1.     | Some Weird Sin              | Pop, Bowie                                  | Lust for Life (1977)              | 3:42   |
| 2.     | I'm Bored                   | Pop                                         | New Values (1979)                 | 2:47   |
| 3.     | I Need More                 | Pop, Glen Matlock                           | Soldier (1980)                    | 4:06   |
| 4.     | Pleasure                    | Pop, Ivan Král                              | Party (1981)                      | 3:15   |
| 5.     | Run Like a Villain          | Pop, Rob Duprey                             | Zombie Birdhouse (1982)           | 3:05   |
| 6.     | Cry for Love                | Pop, Steve Jones                            | Blah Blah Blah (1986)             | 4:29   |
| 7.     | Real Wild Child (Wild One)  | Johnny Greenan, Johnny O'Keefe, Dave Owens  | Blah Blah Blah (1986)             | 3:39   |
| 8.     | Cold Metal                  | Pop                                         | Instinct (1988)                   | 3:27   |
| 9.     | Home                        | Pop                                         | Brick by Brick (1990)             | 4:01   |
| 10.    | Candy                       | Pop                                         | Brick by Brick (1990)             | 4:13   |
| 11.    | Well Did You Evah!          | Cole Porter                                 | Red Hot + Blue (1990)             | 3:30   |
| 12.    | Wild America                | Pop, Eric Schermerhorn                      | American Caesar (1993)            | 5:46   |
| 13.    | TV Eye (koncertní nahrávka) | Alexander, Pop, Asheton, Asheton            | Live at the Feile Festival (1993) | 5:20   |
| 14.    | Loose (koncertní nahrávka)  | Alexander, Pop, Asheton, Asheton            | Live at the Feile Festival (1993) | 3:13   |
| 15.    | Look Away                   | Pop                                         | Naughty Little Doggie (1996)      | 5:02   |
| 16.    | Corruption                  | Pop, Hal Cragin, Whitey Kirst               | Avenue B (1999)                   | 4:24   |
| 17.    | I Felt the Luxury           | Pop, John Medeski, Billy Martin, Chris Wood | Avenue B (1999)                   | 6:32   |
| 18.    | Mask                        | Pop, Kirst, Mooseman, Alex Kirst            | Beat 'Em Up (2001)                | 2:53   |
| 19.    | Skull Ring                  | Pop, Asheton, Asheton                       | Skull Ring (2003)                 | 3:51   |

## Obsazení
- Iggy Pop – zpěv
- Dave Alexander – baskytara
- Scott Asheton – bicí
- Ron Asheton – kytara, baskytara, zpěv
- John Cale – klavír, rolničky
- Steve Mackay – saxofon
- James Williamson – kytara
- Tony Sales – baskytara, bicí, doprovodné vokály
- Hunt Sales – bicí, doprovodné vokály
- Scott Thurston – klávesy, kytara
- Carlos Alomar – kytara, doprovodné vokály
- David Bowie – klavír, doprovodné vokály
- Ricky Gardiner – kytara, doprovodné vokály
- Jackie Clark – baskytara
- Klaus Krüger – bicí
- Glen Matlock – baskytara
- Ivan Král – kytara, klávesy
- Steve New – kytara
- Barry Andrews – klávesy
- Michael Page – baskytara
- Dougie Bowne – bicí
- Rob Duprey – kytara, klávesy, doprovodné vokály
- Clem Burke – bicí, perkuse
- Erdal Kizilcay – bicí, baskytara, syntezátor, doprovodné vokály
- Steve Jones – kytara
- Kevin Armstrong – kytara, doprovodné vokály
- Leigh Foxx – baskytara
- Paul Garisto – bicí
- Seamus Beaghen – klávesy
- Duff McKagan – baskytara
- Kenny Aronoff – bicí
- Slash – kytara
- Charley Drayton – baskytara
- Waddy Wachtel – kytara
- Kate Pierson – zpěv
- Guy Pratt – baskytara
- Debbie Harry – zpěv
- Mel Gaynor – bicí
- Chris Stein – kytara, syntezátor
- Hal Cragin – baskytara
- Larry Mullins – bicí
- Eric Schermerhorn – kytara
- Larry Mullins – bicí
- Pete Marshall – kytara
- Whitey Kirst – kytara
- Chris Wood – bas
- Billy Martin – bicí
- Pete Marshall – kytara
- Whitey Kirst – kytara
- John Medeski – varhany, elektrické piano